# Clarins Open 1992
Il Clarins Open 1992 è stato un torneo di tennis giocato sulla terra rossa.
È stata la 6ª edizione del torneo, che fa parte della categoria Tier IV nell'ambito del WTA Tour 1992.
Si è giocato a Parigi in Francia, dal 14 al 20 settembre 1992.

## Campionesse

### Singolare
Sandra Cecchini ha battuto in finale  Emanuela Zardo con il punteggio di 6–2, 6–1.

### Doppio
Sandra Cecchini /  Patricia Tarabini hanno battuto in finale  Rachel McQuillan /  Noëlle van Lottum con il punteggio di 7–5, 6–1.